# Emmelia crocata
Emmelia crocata is een vlinder uit de familie van de uilen (Noctuidae). De wetenschappelijke naam van deze soort is voor het eerst voorgesteld als Acontia crocata door Achille Guenée in een publicatie uit 1852.

## Verspreiding
De soort komt voor in Pakistan, India, Nepal, Bangladesh, Sri Lanka, Myanmar, China, Taiwan, Thailand, Malakka, Java en Australië.

## Waardplanten
De rups leeft op Ligustrum vulgare (Oleaceae)., Corchorus capsularis (Malvaceae), Oryza sativa, Panicum sp. (Poaceae).